# Vinaccia (famiglia)

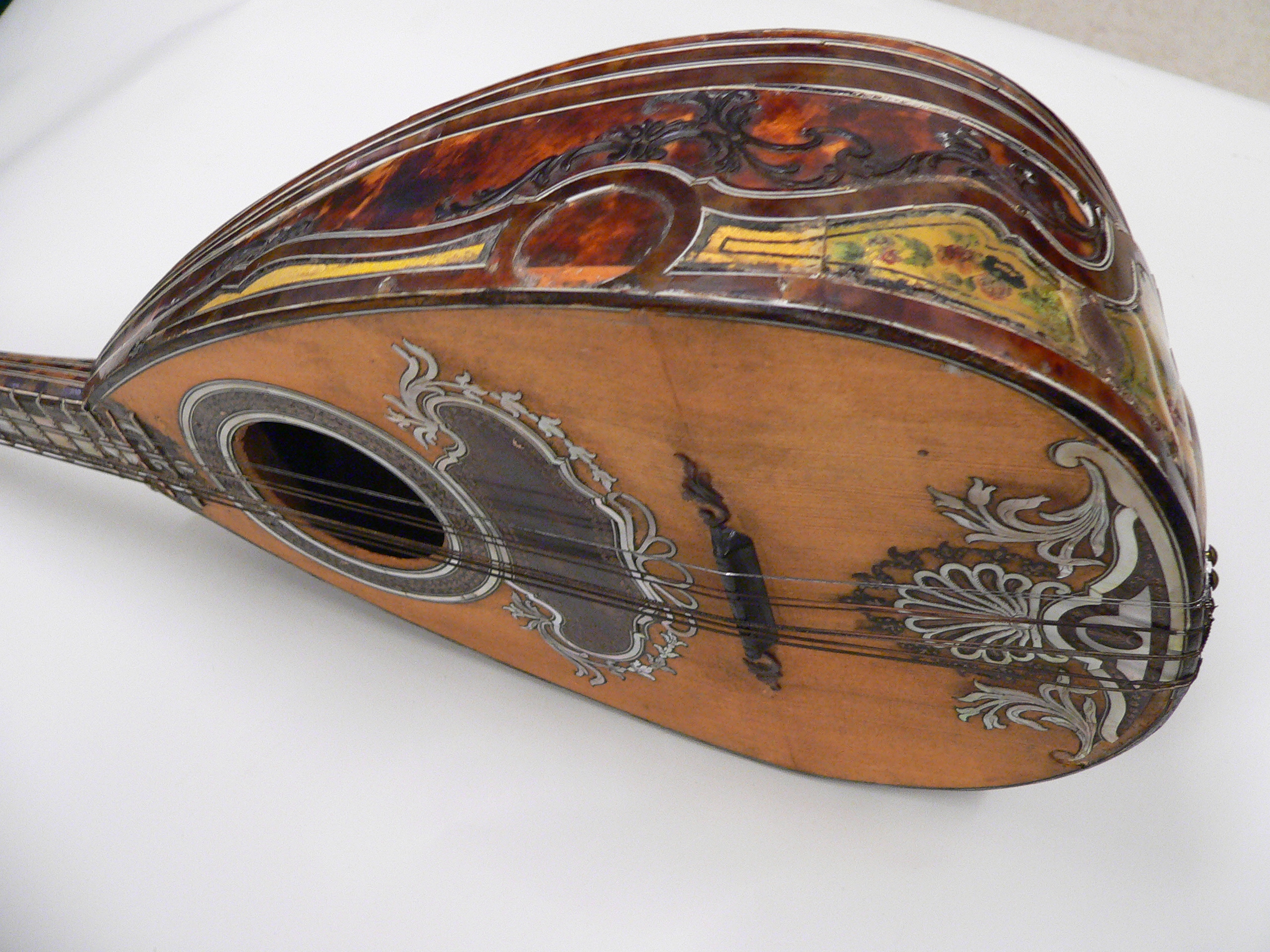
Mandolino, MET

La famiglia Vinaccia è la più longeva dinastia di liutai napoletani: il mandolino più antico pervenutoci, firmato Filius Januari Vinaccia, è datato 1752 e gli ultimi sono datati 1914. Questi mandolini sono in genere intarsiati e con filettature d'avorio e di madreperla lungo la tastiera e il manico. Si deve a Pasquale Vinaccia l'applicazione delle corde di acciaio armonico, in sostituzione di quelle in ottone e budello utilizzate fino ai primi dell'Ottocento. Ancora oggi a Napoli molti musicisti suonano strumenti Vinaccia, come Corrado Sfogli, direttore artistico della Nuova Compagnia di Canto Popolare.

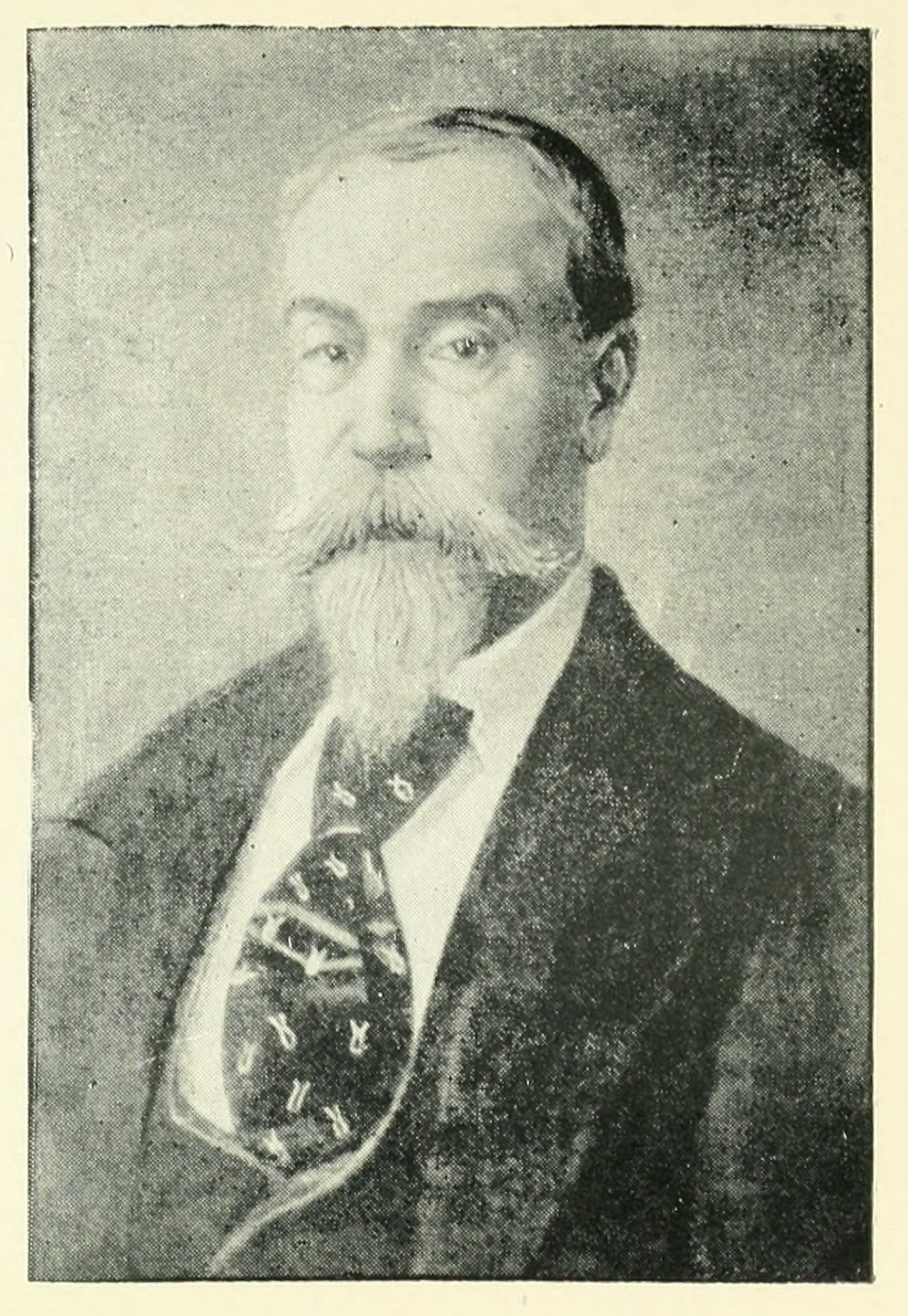
Pasquale Vinaccia

## Descrizione e storia
La bottega di famiglia era a Napoli, in Rua Catalana, 46. Al pari degli altri liutai napoletani, i Vinaccia costruivano strumenti sia a pizzico (cioè mandolini e chitarre) sia ad arco per cui utilizzavano il modello dei Gagliano, fondatori della scuola di liuteria napoletana.

### Prima generazione
- Nicola Vinaccia, di lui si hanno scarse notizie.
- Antonio I Vinaccia, attivo tra il 1734 e il 1781.
- Gaetano I Vinaccia è considerato l'inventore del mandolino napoletano, di cui costruì il prototipo nel 1744. Produsse anche strumenti ad arco (violini e violoncelli) sono molto ricercati dal mercato antiquario, come quelli dei Gagliano, di Gennaro Fabricatore, di Calace. Uno dei suoi primi esemplari di chitarra a sei corde[1] porta un'etichetta con questa scritta: Gaetanus Vinaccia fecit Neapoli 1798 Nella Rua Catalana.
- Giuseppe I Vinaccia. Un esemplare di mandolino, da lui costruito nel 1763, si trova al Kenneth G. Fiske Museum of Musical Instruments a Claremont, in California.

### Seconda generazione
- Gennaro I Vinaccia, figlio di Giuseppe I, attivo 1755-1778.
- Gaetano II Vinaccia, figlio di Giuseppe I, attivo 1779-1821. Una sua chitarra-lira è nella sala 44 della Reggia di Capodimonte.
- Mariano Vinaccia, figlio di Giuseppe I, attivo alla fine del secolo XVIII.

### Terza generazione
- Antonio II Vinaccia, figlio di Gennaro I, attivo tra il 1734 e il 1796. Un esemplare di mandolino, costruito da Antonio Vinaccia nel 1772, si trova oggi al Victoria and Albert Museum, a Londra.
- Giovanni I Vinaccia,  figlio di Gennaro I, attivo 1767-1777.
- Vincenzo Vinaccia, figlio di Gennaro I, aveva la bottega in Calata de l'Ospedaletto, 20. Attivo tra il 1769 e il 1785 come costruttore di violini, di chitarre e di mandolini.

### Quarta generazione
- Pasquale Vinaccia, figlio di Gaetano II (Napoli 20 luglio 1806- 1885?). Costruì eccellenti mandolini, anche per la regina Margherita di Savoia.[2] Suoi sono i primi mandolini montati con corde di acciaio e meccaniche.

### Quinta generazione
Alla morte di Pasquale Vinaccia, avvenuta attorno al 1883, gli successero i figli
- Gennaro II Vinaccia
- Achille Vinaccia (le prime etichette conosciute datano 1884)
- Altri membri della famiglia si misero in proprio, come Giuseppe II Vinaccia - fratello di Pasquale Vinaccia - nelle cui etichette si legge fu Gaetano, riferendosi a Gaetano II Vinaccia, visto che un altro Gaetano (III) era ancora attivo all'epoca.

Oltre a Gaetano III, i cui strumenti venivano suonati dal virtuoso Ernesto Rocco (vedi Modello Rocco) troviamo:
- Antonio III Vinaccia, attivo alla fine dell'Ottocento, di cui si conosce un mandolino.
- Gaetano III Vinaccia, ultimo della dinastia, ha costruito mandolini, chitarre e strumenti ad arco. In un mandolino, da lui costruito, è stata trovata questa dedica, scritta ad inchiostro, all’interno della cassa: Alla Ss.ma Vergine Immacolata Gaetano Vinaccia fece Napoli 1886.

### Musicisti appartenenti alla famiglia Vinaccia
- Carlo Munier, musicista, sposò in prime nozze Luisa De Fonseca e in seconde nozze Armida Bastianini. Fu affidato alle cure del nonno materno Pasquale Vinaccia, da cui il giovane assimilò la passione per la musica.